# Стафлё, Франс Антони
Франс Антони Стафлё (нидерл. Frans Antonie Stafleu; 1921—1997) — нидерландский ботаник и библиограф.

## Биография
Франс Стафлё родился в общине Велзен 8 сентября 1921 года. Учился в школе в Бюссюме, затем семья переехала в Утрехт, где Франс продолжил получать образование. В 1940 году Франс поступил в Утрехтский университет, во время Второй Мировой войны скрывался, чтобы не быть посланным на боевые действия в Германию. В 1947 году Стафлё женился на Шарлотте Корпорал.
В 1948 году успешно защитил диссертацию, посвящённую роду Vochysia, под руководством профессора А. А. Пулле. Через год он отправился на остров Яву, однако уже в декабре был вынужден вернуться в Нидерланды по причине небезопасности нахождения в получившей независимость Индонезии. В 1951 году Франс Антони стал первым главным редактором ботанического журнала Taxon, работал в его редакции вплоть до 1992 года.
Стафлё был автором множества книг и сводок, посвящённых ботанической номенклатуре и литературе.
Франс Антони Стафлё скончался в Утрехте 16 декабря 1997 года.

## Некоторые научные работы
- Farr, E.R.; Leussink, J.A.; Stafleu, F.A. (1979). Index Nominum Genericorum. 5 vols.
- Cowan, R.S.; Stafleu, F.A. (1979—1988). Taxonomic Literature. Ed. 2. — 7 vols.

## Виды растений, названные в честь Ф. А. Стафлё
- Saussurea stafleuana Lipsch., 1982
- Vochysia stafleui Marc.-Berti, 1981